# Meurig II
Meurig (Mauricius in latino e Maurice in inglese; 596 circa – 665 circa) regnò sul Gwent e del Glywysing.

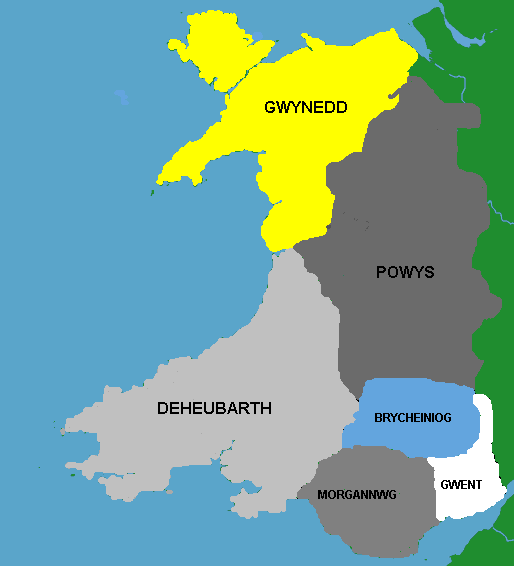
Regni medioevali del Galles.

Era figlio di re Tewdrig e prese il potere dopo l'abdicazione del padre (inizi del VII secolo). Fu un sovrano-guerriero che riunì il Gwent con l'Ergyng, attraverso il matrimonio con Onbrawst, figlia di re Gwrgan Fawr (Gwrgan il Grande). Viene considerato un grande patrono della cattedrale di Llandaff, dove fu poi sepolto. Dopo di lui il trono andò ai nipoti Ithel e Morgan Mwynfawr, co-regnanti dell'Ergyng. 
Alcuni ricercatori dicono che usasse il titolo di "Uther Pendragon", che tradotto significa "comandante straordinario". Fu poi identificato con il padre di Re Artù.